# ترز تورگرسون
ترز تورگرسون (انگلیسی: Therese Torgersson؛ زادهٔ march ۲۸, ۱۹۷۶ (۴۸ سال)) قایقران قایق بادبانی اهل سوئد است.